# Загрич
Загрич (словен. Zagrič) — поселення в общині Шмартно-при-Літії, Осреднєсловенський регіон, Словенія. 
Висота над рівнем моря: 543,3 м.